# Школа № 20 імені лорда Байрона (Ґюмрі)
Школа № 20 імені лорда Байрона (вірм. Լորդ Բայրոնի անվան թիվ 20 միջնակարգ դպրոց) — освітній заклад в Ґюмрі, другому за величиною місті Вірменії. Школа побудована 1990 року на місці зруйнованого внаслідок Спітакського землетрусу навчального закладу на кошти британського уряду і суспільства.

## Історія
Школу побудували 1950 року і назвали на честь письменника і драматурга Ґабріеля Сундукяна. 1988 року об 11:41 за місцевим часом під час Спітакського землетрусу приміщення школи було зруйновано; з-під руїн витягли тіла 44 учнів і вчителів.
У лютому 1990 року в Ґюмрі приїхали журналісти з Великої Британії, які відвідали школу, що після землетрусу розташовувалася в тимчасових будиночках. На питання про те, чим вони можуть допомогти, учні відповіли проханням про будівництво для них нової школи. Про це дізналися у британському уряді, вірменській громаді Великої Британії, компанії «Роллс-Ройс» та інших організаціях. 19 лютого на зібрані ними кошти було закладено фундамент будівлі, а вже 10 червня того ж року прем'єр-міністр Великої Британії Маргарет Тетчер під час своєї першої поїздки до Радянського Союзу в урочистій обстановці відкрила відновлену школу. В знак подяки британському уряду і спільноті школу № 20 було названо на честь поета лорда Байрона.